# جون موريس (لاعب كرة قاعدة)
جون موريس (بالإنجليزية: John Morris)‏ هو لاعب كرة قاعدة أمريكي، ولد في 23 فبراير 1961 في فريبورت في الولايات المتحدة.

## وصلات خارجية
- جون موريس على موقع دوري كرة القاعدة الرئيسي (الإنجليزية)
- جون موريس على موقعبيزبول رفرنس.كوم (الدوري الرئيسي) (الإنجليزية)
- جون موريس على موقعبيزبول رفرنس.كوم (الدوري الثانوي) (الإنجليزية)
- جون موريس على موقع إي إس بي إن.كوم (أم.أل.بي) (الإنجليزية)
- جون موريس على موقع مشجعي الرسوم البيانية (الإنجليزية)